# Pantanal (2022)
Pantanal é uma telenovela brasileira produzida e exibida pela TV Globo de 28 de março a 7 de outubro de 2022, em 167 capítulos. Substituiu Um Lugar ao Sol e foi substituída por Travessia, sendo a 19.ª "novela das nove" exibida pela emissora. 
É um remake da telenovela de mesmo nome, criada e escrita por Benedito Ruy Barbosa e exibida originalmente na Rede Manchete em 1990. Adaptada por Bruno Luperi, sendo dirigida por Davi Lacerda, Noa Bressane, Roberta Richard, Walter Carvalho e Cristiano Marques, com direção artística de Rogério Gomes e Gustavo Fernandez.
Contou com Marcos Palmeira, Dira Paes, Jesuíta Barbosa, Alanis Guillen, Irandhir Santos, José Loreto, Osmar Prado, Camila Morgado e Murilo Benício.

## Enredo
Joventino, maior peão do Pantanal, desaparece sem deixar rastros, deixando o filho José Leôncio. Dois anos depois, em uma viagem ao Rio de Janeiro, este casa com Madeleine, que vai com ele para o Pantanal, onde nasce seu filho, Jove, batizado com o nome do avô paterno. Com saudade da vida urbana e não se acomodando a ser esposa de peão, sempre em comitivas, Madeleine convive com Filó, funcionária de sua casa. Ela era mulher de currutela, por onde passavam comitivas de peões, e se relacionou amorosamente com José Leôncio em uma de suas viagens. Madeleine foge do Pantanal levando Jove, ainda bebê, de volta para a mansão de sua família. O menino cresce longe do pai, que, após se ver incapaz de brigar pela guarda do filho, passou a enviar fielmente uma quantia de pensão mensal, mas Jove cresce acreditando que seu pai havia morrido. Após a partida de Madeleine, Filó diz que seu filho Tadeu também é de José Leôncio. A informação é mantida em segredo, de forma que, da porta para fora, Tadeu segue como afilhado do patrão.
Duas décadas depois, Jove descobre que seu pai está vivo e vai à sua procura, em um reencontro marcado por uma grande festança. Embora felizes com o momento, José Leôncio e Jove são confrontados por um abismo de diferenças comportamentais e culturais. Em meio aos ocorridos, Jove conhece Juma Marruá e eles se apaixonam. Filha de Maria e Gil, a jovem aprendeu com a mãe a se defender do "bicho homem", que matou toda a família devido a conflitos de terras, tornando-se uma mulher selvagem e arredia. Logo depois, José Lucas de Nada, filho desconhecido de José Leôncio, chega à fazenda por obra do destino e descobre ali os laços familiares que nunca teve.

## Elenco
| Intérprete        | Personagem                              |
| ----------------- | --------------------------------------- |
| Marcos Palmeira   | José Leôncio                            |
| Jesuíta Barbosa   | Joventino Novaes Leôncio (Jove)         |
| Alanis Guillen    | Juma Marruá                             |
| Dira Paes         | Filomena Aparecida (Filó)               |
| José Loreto       | Tadeu Aparecido Leôncio                 |
| Irandhir Santos   | José Lucas Leôncio / José Lucas de Nada |
| Irandhir Santos   | Joventino Leôncio (jovem)               |
| Osmar Prado       | Joventino Leôncio / Velho do Rio        |
| Camila Morgado    | Irma Braga Novaes                       |
| Isabel Teixeira   | Maria Pereira Santos (Maria Bruaca)     |
| Murilo Benício    | Tenório Pereira Santos                  |
| Gabriel Sater     | Xeréu Trindade (Trindade)               |
| Bella Campos      | Ruth de Lourdes (Muda)                  |
| Guito             | Tibério Cavalcante                      |
| Juliano Cazarré   | Alcides                                 |
| Silvero Pereira   | Zacarias Araújo do Nascimento (Zaqueu)  |
| Selma Egrei       | Mariana Braga Novaes                    |
| Paula Barbosa     | Josefa (Zefa)                           |
| Julia Dalavia     | Maria Augusta Pereira Santos (Guta)     |
| Lucas Leto        | Marcelo Gonçalves                       |
| Aline Borges      | Zuleica Gonçalves                       |
| Gabriel Santana   | Renato Gonçalves Santos                 |
| Cauê Campos       | Roberto Gonçalves Santos                |
| Claudio Galvan    | Ari                                     |
| Almir Sater       | Eugênio                                 |
| Thommy Schiavo    | João Zoinho                             |
| Lucci Ferreira    | Davi                                    |
| Mareliz Rodrigues | Matilde                                 |

### Participações especiais
| Intérprete                   | Personagem                    |
| ---------------------------- | ----------------------------- |
| Juliana Paes                 | Maria Marruá                  |
| Enrique Díaz                 | Gil Marruá                    |
| Karine Teles                 | Madeleine Braga Novaes        |
| Leandro Lima                 | Levi                          |
| Caco Ciocler                 | Gustavo Sousa Aranha          |
| Victoria Rossetti            | Nayara                        |
| Marcela Fetter               | Érica Chaguri                 |
| Dan Stulbach                 | Ibraim Mello Chaguri          |
| Gisela Reimann               | Ingrid Chaguri                |
| Renato Góes                  | José Leôncio (jovem)          |
| Bruna Linzmeyer              | Madeleine (jovem)             |
| Leticia Salles               | Filó (jovem)                  |
| Malu Rodrigues               | Irma (jovem)                  |
| Gabriel Stauffer             | Gustavo (jovem)               |
| Leopoldo Pacheco             | Antero Novaes                 |
| Paulo Gorgulho               | Ceci                          |
| Giovana Cordeiro             | Fátima (Generosa)             |
| Raquel Karro                 | Jacutinga (jovem)             |
| Túlio Starling               | Francisco (Chico)             |
| Adriano Petermann            | Raimundo                      |
| Jorge Florêncio              | Damião                        |
| Fábio Neppo                  | Tião                          |
| Chico Teixeira               | Quim (jovem)                  |
| Ademir de Souza              | Padre Antônio                 |
| Glicério do Rosário          | Bruno                         |
| Alexandre Moreno             | Fulgêncio                     |
| Esther Dias                  | Cândida                       |
| Cleiton Morais               | Rubem                         |
| Paulo Giardini               | Osvaldo                       |
| Orã Figueiredo               | Reginaldo                     |
| Gabriel Manita               | Ari (jovem)                   |
| André Rosa Alves             | Otávio                        |
| Raphael Sander               | Marcinho                      |
| Amanda Grimaldi              | Martinha                      |
| Julia Guerra                 | Teresa                        |
| Raul Labancca                | Jurandir                      |
| Wagner Brandi                | Dr. Omar                      |
| Espedito Di Montebranco      | Jefferson                     |
| Romeu Benedicto              | Anacleto                      |
| Tero Queiroz                 | Zelão                         |
| Ângelo Coimbra               | Delegado Expedito             |
| César Ferrario               | Clemente                      |
| Erom Cordeiro                | Lúcio                         |
| Dai Medeiros                 | Teca                          |
| Renato Teixeira              | Quim                          |
| Gláucia Rodrigues            | Ana (Jacutinga)               |
| Jackson Antunes              | Túlio                         |
| Pierre Santos                | Firmino                       |
| Thiago Chagas                | Fabinho                       |
| Raissa Xavier                | Jacira                        |
| Jaedson Bahia                | Barba                         |
| Liza Del Dala                | Miriam                        |
| Antônio Alves                | Galhardo                      |
| Luciana Borghi               | Drª. Maria Eugênia            |
| Rafa Sieg                    | Solano                        |
| Raul Franco                  | garçom                        |
| Ana Carolina Rainha          | professora                    |
| André Tristão                | jagunço                       |
| Ed Oliveira                  | caçador                       |
| Zé Wendell                   | empresário                    |
| Jack Berraquero              | falso paraguaio               |
| Gilberto Miranda             | caminhoneiro                  |
| Paulo Vespúcio               | comparsa de Tenório           |
| Alexandre Amador             | Funcionário                   |
| Cacá Amaral                  | padre                         |
| Cláudio Marzo                | peão fantasma (part. póstuma) |
| Cristiana Oliveira           | convidada do casamento        |
| Ingra Lyberato               | convidada do casamento        |
| Giovanna Gold                | convidada do casamento        |
| Sérgio Reis                  | convidado do casamento        |
| Luiz Henrique Sant'Agostinho | convidado do casamento        |
| Drico Alves                  | José Leôncio (adolescente)    |
| Fred Garcia                  | José Leôncio (criança)        |
| Lucas Oliveira dos Santos    | Tadeu (criança)               |
| Gustavo Corasini             | Tadeu (criança)               |
| Guilherme Tavares            | Jove (criança)                |
| Valentina Oliveira           | Juma (criança)                |
| Valentina Almeida            | Muda (criança)                |
| Thales Miranda               | José Lucas (criança)          |
| Lia Luperi                   | Maria Leôncio Marruá          |
| Théo Luperi                  | Antero Novaes Leôncio         |

## Produção
Em julho de 2020, a TV Globo negociou com Benedito Ruy Barbosa a aquisição dos direitos de Pantanal, telenovela escrita por ele e exibida na Rede Manchete em 1990, sendo considerada um dos maiores sucessos de audiência da história da emissora. Inicialmente cogitou-se a intenção de produzir um remake da trama para a plataforma de streaming Globoplay, mas ficou decidido que a exibição ocorreria na televisão aberta. Bruno Luperi, neto de Benedito, ficou encarregado de assinar a versão baseando-se nos roteiros originais da obra com supervisão do avô. A confirmação da adaptação resultou na entrada da mesma na fila de novelas das nove da Globo com previsão para estrear no segundo semestre de 2021 após Um Lugar ao Sol, que substituiria Amor de Mãe mas teve as gravações paralisadas no ano anterior em virtude dos impactos da pandemia de COVID-19, e no adiamento de O Arroz de Palma, novela das seis de Luperi baseada no livro de mesmo nome de Francisco Azevedo. A rede anunciou publicamente a produção do remake de Pantanal em uma reportagem no programa Fantástico exibida em 6 de setembro de 2020.
Com a sinopse entregue, parte da equipe responsável pelo remake, inclusive Luperi, viajou ao Pantanal, no estado do Mato Grosso do Sul, para procurar pontos de locação. A complexidade da produção e os incêndios que atingiram a região do bioma influenciaram no andamento dos trabalhos, chegando a ser cogitado que as filmagens fossem realizadas no Rio de Janeiro. Em março de 2021, com a imposição de medidas sanitárias por autoridades locais devido ao aumento da circulação da COVID-19 no Brasil, a Globo tardou novamente o lançamento de Um Lugar ao Sol e as gravações de Pantanal, que começariam em abril.
Pantanal foi o primeiro remake produzido no horário das 21h, desde a criação da faixa em 2011. E também marcou a retomada da criação de remakes para o horário nobre desde o fim de Selva de Pedra em 1986.

### Escolha do elenco
A Globo começou a reservar atores para o elenco de Pantanal em outubro de 2020. Como forma de homenagem aos integrantes da versão original, Benedito Ruy Barbosa desejou que Marcos Palmeira, Cristiana Oliveira e Cássia Kis estivessem na telenovela com participações fixas ou especiais; Palmeira, que interpretou Tadeu em 1990, foi definido para viver José Leôncio. Foram cogitados, também, cantores com agenda musical disponível para interpretar Trindade, sendo escolhido Gabriel Sater; seu personagem foi vivido na versão original por seu pai Almir Sater, que está na história como Eugênio. Antônio Fagundes também foi escalado para a produção, mas após seu contrato com a emissora ser encerrado decidiu dedicar-se à sua produtora; ele, que daria vida ao Velho do Rio, foi substituído por Osmar Prado. Rafael Cardoso estava designado para atuar como Jove, mas foi retirado do elenco por ajustes embasados nas idades e nas características físicas dos personagens; Jesuíta Barbosa entrou em seu lugar.
Para o papel de Juma Marruá, o autor Bruno Luperi e o diretor artístico Rogério Gomes pensaram primeiramente em Bruna Marquezine, que não o aceitou por preferir atuar na série Maldivas, da Netflix, com a qual tem contrato. Escolha pessoal de Benedito Ruy Barbosa, Vanessa Giácomo recusou o convite do autor para interpretar Juma por sua idade não adequar-se à da personagem. Após testes com outras atrizes serem realizados, os de Alanis Guillen foram considerados os melhores pelo diretor de entretenimento da Globo Ricardo Waddington.
Leticia Spiller foi convidada para interpretar Madeleine na segunda fase da trama, porém por questões de agenda a atriz declinou do convite. A produção cogitou os nomes de Vivianne Pasmanter e Maria Fernanda Cândido para a personagem, mas escalou Karine Teles para o posto. Giullia Buscacio viveria Muda, mas por questões quanto à sua agenda deixou a produção e foi substituída por Bella Campos. Jackson Antunes esteve cotado para viver Tibério, mas foi trocado pelo músico Guito por estar envolvido nas gravações de Nos Tempos do Imperador, ganhando uma participação especial no remake. Circulou na imprensa a informação de que Débora Bloch seria a intérprete de Maria Bruaca, mas a personagem estava reservada a Isabel Teixeira devido a seu desempenho em Amor de Mãe. Lilia Cabral e Denise Del Vecchio foram cotadas para interpretar Mariana, enquanto Marcos Caruso foi especulado para viver Antero, avós maternos de Jove, porém as escalações não foram adiante e os papéis ficaram com Selma Egrei e Leopoldo Pacheco, respectivamente.

### Gravações
Os trabalhos da telenovela foram iniciados em julho de 2021 no Rio de Janeiro, nos Estúdios Globo, onde foram construídos alguns cenários fixos, e em tomadas externas, seguindo por lá até setembro, quando a equipe envolvida na primeira fase da trama deslocou-se ao Pantanal de Nhecolândia, no Mato Grosso do Sul. Uma confraternização entre integrantes da produção ocorreu na inauguração do bar do Hotel Barra Mansa Pantanal, em Aquidauana, usado como ponto de apoio ao remake. No entorno da cidade, seis fazendas serviram para cenas serem rodadas e de hospedagem do elenco, e uma casa foi transformada em galpão para itens de arte e cenografia. A primeira etapa de filmagens foi encerrada em dezembro, porém devido às chuvas na região algumas sequências planejadas foram remarcadas.
Em janeiro de 2022, as gravações da telenovela nos Estúdios Globo chegaram a ser temporariamente interrompidas em virtude da contaminação por COVID-19 entre pessoas ligadas à produção, inclusive o diretor artístico Rogério Gomes, sendo retomadas em áreas externas. Pouco depois, alguns integrantes do elenco também testaram positivo para a doença. O surto do vírus nos bastidores provocou constantes alterações no roteiro.
Durante as gravações da telenovela, Rogério Gomes decidiu, em acordo com a Globo, encerrar seu contrato com a emissora, e a direção artística passou a ser responsabilidade de Gustavo Fernandez. Sob seu trabalho, membros da equipe de produção e do elenco retornaram ao Pantanal em maio para as filmagens da última leva de cenas na região enquanto as feitas no Rio de Janeiro estavam adiantadas. A previsão era a de que o encerramento das gravações no bioma ocorresse em julho, mas casos de infecção por COVID-19 entre atores causaram seu adiantamento para o mês anterior. Os trabalhos foram concluídos nos Estúdios Globo em 30 de setembro.

## Exibição
Inicialmente, a estreia de Pantanal esteve programada para ocorrer na faixa das nove da Globo entre setembro e outubro de 2021 após Um Lugar ao Sol, porém, com o aumento de casos de infecção por COVID-19 no Brasil, esta teve sua produção atrasada e foi adiada para novembro do mesmo ano, sendo exibida depois da reprise de Império, que por sua vez sucedeu a segunda parte de Amor de Mãe, interrompida em 2020 pelos impactos da pandemia da doença do vírus SARS-CoV-2. Quando Um Lugar ao Sol estreou, chegou a ser cogitada a entrada de Todas as Flores, então intitulada Olho por Olho, após seu término, mas foi postergada para o final de 2022, sendo confirmado o lançamento de Pantanal para 14 de março do mesmo ano. No entanto, um novo surto de COVID no país afetou as gravações da trama, deslocando sua estreia para 28 de março e esticando a exibição de Um Lugar ao Sol, o que foi oficializado pela Globo em 14 de fevereiro.

### Divulgação
O primeiro trailer de Pantanal foi exibido em 22 de fevereiro, no intervalo entre Um Lugar ao Sol e o reality show Big Brother Brasil 22. Como forma de divulgação, a emissora promoveu uma ação em que os participantes confinados deste último assistiram ao primeiro capítulo da telenovela antes da estreia. Além disso, o programa Globo Repórter veiculou uma reportagem sobre os bastidores da trama, que acompanhou a rotina de gravações no Pantanal. O folhetim teve a maior campanha publicitária da história da faixa das nove da rede, com 37 peças promocionais transmitidas em sua programação.

### Exibição internacional
Pantanal estreou no canal português SIC em 2 de maio de 2022 substituindo Bom Sucesso, também da Globo, na faixa de meia-noite. A exibição da telenovela adiou a anteriormente programada de Um Lugar ao Sol, sua antecessora no horário das nove. Em julho, foi assinado com a Paramount Global um contrato de distribuição exclusiva de Pantanal para a América do Sul até 2025. O acordo permite que a telenovela seja exibida na Argentina pela Telefe e no Chile pela Chilevisión, ambas emissoras da Paramount, e incluída no catálogo da plataforma de streaming Paramount+ nos países sul-americanos. A estreia na Chilevisión e no Paramount+ ocorreu em 8 de janeiro de 2023, e na Telefe, em 29 de março. Pantanal também foi vendida para a Dori Media, empresa de mídia israelense, que a exibiu no canal Viva.
| País                    | Transmissão | Título           | Estreia                 | Fim                 | Ref.            |
| ----------------------- | ----------- | ---------------- | ----------------------- | ------------------- | --------------- |
| Portugal                | SIC         | Pantanal         | 2 de maio de 2022       | 21 de junho de 2023 | [ 137 ] [ 144 ] |
| Chile                   | Chilevisión | Pantanal         | 8 de janeiro de 2023    | 14 de julho de 2023 | [ 141 ] [ 145 ] |
| França países da África | Novelas TV  | Un Amour Sauvage | 10 de fevereiro de 2023 | 27 de julho de 2023 | [ 146 ] [ 147 ] |
| Argentina               | Telefe      | Pantanal         | 29 de março de 2023     | 28 de julho de 2023 | [ 142 ] [ 148 ] |
| Israel                  | Viva        | אדמה קשוחה       | 2 de abril de 2023      |                     | [ 149 ]         |
| Uruguai                 | Teledoce    | Pantanal         | 17 de abril de 2023     |                     | [ 150 ]         |
| Bolívia                 | Red Uno     | Pantanal         | 29 de maio de 2023      |                     | [ 151 ]         |
| Paraguai                | Telefuturo  | Pantanal         | 5 de junho de 2023      |                     | [ 152 ]         |

| País                     | Plataforma | Título           | Ref.    |
| ------------------------ | ---------- | ---------------- | ------- |
| Países da América do Sul | Paramount+ | Pantanal         | [ 141 ] |
| França                   | 6play      | Un Amour Sauvage | [ 153 ] |

## Música
A música de abertura original de Pantanal, composta por Marcus Viana e interpretada pela banda Sagrado Coração da Terra, foi regravada para o remake por Maria Bethânia com participação de Almir Sater na viola caipira. A trilha sonora da telenovela conta predominantemente com canções brasileiras, estando presentes muitas do gênero sertanejo. Almir Sater, intérprete de Eugênio, contou entre as músicas da trama com "Boiada", tema de Joventino e José Leôncio, e a inédita "Peabiru", para José Lucas de Nada. Seu filho Gabriel Sater também integrou a trilha sonora com a regravação de "Amor de Índio", tema romântico de Juma e Jove, que teve participação do maestro João Carlos Martins no piano, e "Noite de Tempestade", para seu personagem Trindade nas cenas com Irma. Jove também teve como tema "The Passenger", de Iggy Pop, a única canção internacional de Pantanal. Abaixo, o restante das músicas da trilha sonora.
- "Assim os Dias Passarão", Almir Sater e Renato Teixeira;
- "Cavalo Preto", Sérgio Reis;
- "Chalana", Roberta Miranda;
- "Cheiro do Mato", Raí Saia Rodada;
- "Chuva no Pantanal", Mayck & Lyan;
- "Ciclo Vicioso", Yasmin Santos (tema de Maria Bruaca e Alcides);
- "Comentário a Respeito de John", Belchior;
- "Comitiva Esperança", Sérgio Reis;
- "Como Dois Animais", Alceu Valença (tema de Juma e José Lucas);
- "Deprê", Marília Mendonça (tema de Maria Bruaca e Alcides);
- "Desapaixonar", Jade Baraldo (tema de Guta);
- "Saudade Veia", Humberto e Ronaldo;
- "Coração Na Cama", Hugo e Guilherme;
- "Dia Branco", Geraldo Azevedo (tema de José Leôncio e Filó);
- "Eu Tenho a Senha", João Gomes;
- "Inverso do Amor", Fábio Nestares;
- "Mensagem de Amor", Lucas Santtana;
- "Não Negue Ternura", Zé Manoel e Luedji Luna (tema de José Leôncio e Madeleine);
- "O Sopro do Fole", Zeca Veloso;
- "Ribanceira", Chico Chico;
- "Vaqueiro de Profissão", Jair Rodrigues (tema de José Leôncio);
- "Viva o Nosso Amor", Daniel (tema de Tadeu e Zefa).

## Recepção

### Audiência
Em seu primeiro capítulo, Pantanal registrou na Região Metropolitana de São Paulo, principal praça do mercado publicitário brasileiro, média de 28,3 pontos, segundo dados da Kantar IBOPE Media, tendo um desempenho melhor que o de Um Lugar ao Sol, que pontuou 25,2 no lançamento, porém foi classificada como a segunda pior estreia do horário das nove até então. Pantanal anotou seu recorde negativo no terceiro dia de exibição, com 21,8 pontos, tendo concorrido diretamente com grande parte de um jogo da final do Campeonato Paulista de Futebol na RecordTV, que alcançou 19,2. Pantanal seguiu batendo recordes, marcando de 28,7 pontos no capítulo de 4 de abril a 33,1 pontos em 13 de junho. Depois disso, a trama passou a registrar quedas em seus índices, apontadas como resultados de um período sem movimentações na história, voltando a bater recorde em 16 de agosto, quando marcou 33,5 pontos. Em 4 de outubro, alcançou 34,7 pontos, sua maior audiência, e o último capítulo marcou 34 pontos em sua exibição inédita e 22,2 na reapresentação.
Antes da sua exibição, Pantanal foi cercada de expectativas em relação à audiência pela direção da TV Globo, uma vez que Um Lugar ao Sol não alcançou índices considerados satisfatórios para a emissora.
 A telenovela obteve média geral de 29,6 pontos, uma recuperação de 33% de público em relação à antecessora, fazendo dela até o momento a telenovela inédita das 21hrs mais assistida da década de 2020, ainda sendo a maior audiência da faixa desde Amor de Mãe.

### Repercussão
Pantanal é considerada um sucesso comercial e de público. Fez crescer em 30% a audiência entre pessoas da faixa de 15 a 29 anos, que, segundo Camila Bengo, ao portal GZH, "não costumava assistir à TV aberta", sobretudo telenovelas, "tidas como uma forma de entretenimento ultrapassada". Elementos de sua história, como personagens e seus bordões, tornaram-se memes na Internet; menções aos atores foram feitas com frequência nas mídias sociais; e a trama foi a mais assistida no Globoplay desde seu lançamento, em 2015. A telenovela também atraiu as pessoas que acompanharam a versão original, "igualmente de sucesso", gerando "uma curiosidade sobre como seria esse remake", segundo a pesquisadora Maria Immacolata ao mesmo portal. Com o sucesso, mais de onze empresas anunciaram na trama, o que para o departamento comercial da Globo foi resultado da intensiva campanha de lançamento. Também como consequência da repercussão de Pantanal, a direção da emissora passou a considerar a produção de outros remakes em suas faixas de novelas.

### Prêmios e indicações
| Ano                             | Prêmio                        | Categoria                                   | Indicação                  | Resultado | Ref.    |
| ------------------------------- | ----------------------------- | ------------------------------------------- | -------------------------- | --------- | ------- |
| 2022                            | SEC Awards                    | Destaque em TV                              | Juliana Paes               | Indicada  | [ 172 ] |
| 2022                            | Troféu AIB de Imprensa        | Melhor ator                                 | Irandhir Santos            | Indicado  | [ 173 ] |
| 2022                            | Troféu AIB de Imprensa        | Melhor atriz                                | Isabel Teixeira            | Venceu    | [ 173 ] |
| 2022                            | Prêmio Jovem Brasileiro       | Melhor programa de TV ou novela             | Pantanal                   | Indicada  | [ 174 ] |
| 2022                            | Prêmio Jovem Brasileiro       | Melhor atriz                                | Alanis Guillen             | Indicada  | [ 174 ] |
| 2022                            | Premios Produ                 | Melhor Telenovela                           | Pantanal                   | Venceu    | [ 175 ] |
| 2022                            | Prêmio Geração Glamour        | Atriz revelação                             | Alanis Guillen             | Venceu    | [ 176 ] |
| 2022                            | Prêmio Arcanjo                | Streaming TV                                | Isabel Teixeira            | Indicada  | [ 177 ] |
| 2022                            | Rose d'Or                     | Telenovela                                  | Pantanal                   | Indicada  | [ 178 ] |
| 2022                            | Prêmio Noticiasdetv.com       | Melhor novela                               | Pantanal                   | Venceu    | [ 179 ] |
| 2022                            | Prêmio Noticiasdetv.com       | Melhor atriz                                | Camila Morgado1            | Venceu    | [ 179 ] |
| 2022                            | Prêmio Noticiasdetv.com       | Melhor ator                                 | Marcos Palmeira            | Venceu    | [ 179 ] |
| 2022                            | Prêmio Noticiasdetv.com       | Melhor ator                                 | Murilo Benício             | Venceu    | [ 179 ] |
| 2022                            | Prêmio Noticiasdetv.com       | Melhor atriz coadjuvante                    | Aline Borges               | Indicada  | [ 179 ] |
| 2022                            | Prêmio Noticiasdetv.com       | Melhor atriz coadjuvante                    | Isabel Teixeira            | Venceu    | [ 179 ] |
| 2022                            | Prêmio Noticiasdetv.com       | Melhor ator coadjuvante                     | Juliano Cazarré            | Indicado  | [ 179 ] |
| 2022                            | Prêmio Noticiasdetv.com       | Melhor ator coadjuvante                     | Osmar Prado                | Venceu    | [ 179 ] |
| 2022                            | Prêmio Noticiasdetv.com       | Melhor atriz jovem adulta                   | Julia Dalavia              | Venceu    | [ 179 ] |
| 2022                            | Prêmio Noticiasdetv.com       | Melhor ator jovem adulto                    | Lucas Leto                 | Venceu    | [ 179 ] |
| 2022                            | Prêmio Noticiasdetv.com       | Melhor atriz revelação                      | Alanis Guillen             | Venceu    | [ 179 ] |
| 2022                            | Prêmio Noticiasdetv.com       | Melhor atriz revelação                      | Bella Campos               | Indicada  | [ 179 ] |
| 2022                            | Prêmio Noticiasdetv.com       | Melhor ator revelação                       | Gabriel Sater              | Venceu    | [ 179 ] |
| 2022                            | Prêmio Noticiasdetv.com       | Melhor ator revelação                       | Guito                      | Indicado  | [ 179 ] |
| 2022                            | Prêmio Noticiasdetv.com       | Melhor atriz em participação especial       | Bruna Linzmeyer            | Indicada  | [ 179 ] |
| 2022                            | Prêmio Noticiasdetv.com       | Melhor atriz em participação especial       | Leticia Salles             | Venceu    | [ 179 ] |
| 2022                            | Prêmio Noticiasdetv.com       | Melhor atriz em participação especial       | Malu Rodrigues             | Indicada  | [ 179 ] |
| 2022                            | Prêmio Noticiasdetv.com       | Melhor ator em participação especial        | Enrique Díaz               | Indicado  | [ 179 ] |
| 2022                            | Prêmio Noticiasdetv.com       | Melhor ator em participação especial        | Irandhir Santos            | Indicado  | [ 179 ] |
| 2022                            | Prêmio Noticiasdetv.com       | Melhor ator em participação especial        | Renato Góes                | Venceu    | [ 179 ] |
| 2022                            | Prêmio Noticiasdetv.com       | Melhor ator mirim ou em papel adolescente   | Cauê Campos                | Indicado  | [ 179 ] |
| 2022                            | Prêmio Noticiasdetv.com       | Melhor ator mirim ou em papel adolescente   | Gustavo Corasini           | Venceu    | [ 179 ] |
| 2022                            | Prêmio Noticiasdetv.com       | Melhor ator mirim ou em papel adolescente   | Thales Miranda             | Indicado  | [ 179 ] |
| 2022                            | Melhores do Ano NaTelinha     | Melhor novela                               | Pantanal                   | Indicada  | [ 180 ] |
| 2022                            | Melhores do Ano NaTelinha     | Melhor ator                                 | Marcos Palmeira            | Indicado  | [ 180 ] |
| 2022                            | Melhores do Ano NaTelinha     | Melhor ator                                 | Murilo Benício             | Venceu    | [ 180 ] |
| 2022                            | Melhores do Ano NaTelinha     | Melhor ator                                 | Osmar Prado                | Indicado  | [ 180 ] |
| 2022                            | Melhores do Ano NaTelinha     | Melhor atriz                                | Alanis Guillen             | Indicada  | [ 180 ] |
| 2022                            | Melhores do Ano NaTelinha     | Melhor atriz                                | Dira Paes                  | Indicada  | [ 180 ] |
| 2022                            | Melhores do Ano NaTelinha     | Melhor atriz                                | Isabel Teixeira            | Indicada  | [ 180 ] |
| 2022                            | Acervo Awards                 | Atriz do ano                                | Alanis Guillen             | Venceu    | [ 181 ] |
| 2022                            | Acervo Awards                 | Ator do ano                                 | Jesuíta Barbosa            | Venceu    | [ 181 ] |
| 2022                            | Potências! O Prêmio do Agora  | Melhor ator                                 | Lucas Leto                 | Indicado  | [ 182 ] |
| 2022                            | Potências! O Prêmio do Agora  | Melhor atriz                                | Aline Borges               | Venceu    | [ 182 ] |
| 2022                            | Troféu Raça Negra             | Melhor atriz                                | Aline Borges               | Venceu    | [ 183 ] |
| 2022                            | BreakTudo Awards              | Atriz nacional                              | Alanis Guillen             | Indicada  | [ 184 ] |
| 2022                            | BreakTudo Awards              | Atriz nacional                              | Isabel Teixeira            | Indicada  | [ 184 ] |
| 2022                            | BreakTudo Awards              | Ator nacional                               | Jesuíta Barbosa            | Indicado  | [ 184 ] |
| 2022                            | Melhores do Ano               | novela do ano                               | Pantanal                   | Venceu    | [ 185 ] |
| 2022                            | Melhores do Ano               | Melhor atriz de novela                      | Alanis Guillen             | Indicada  | [ 185 ] |
| 2022                            | Melhores do Ano               | Melhor atriz de novela                      | Dira Paes                  | Indicada  | [ 185 ] |
| 2022                            | Melhores do Ano               | Melhor atriz de novela                      | Isabel Teixeira            | Venceu    | [ 185 ] |
| 2022                            | Melhores do Ano               | Melhor ator de novela                       | Marcos Palmeira            | Indicado  | [ 185 ] |
| 2022                            | Melhores do Ano               | Melhor ator de novela                       | Murilo Benício             | Venceu    | [ 185 ] |
| 2022                            | Melhores do Ano               | Melhor atriz coadjuvante                    | Bella Campos               | Venceu    | [ 185 ] |
| 2022                            | Melhores do Ano               | Melhor atriz coadjuvante                    | Camila Morgado             | Indicada  | [ 185 ] |
| 2022                            | Melhores do Ano               | Melhor ator coadjuvante                     | Juliano Cazarré            | Indicado  | [ 185 ] |
| 2022                            | Melhores do Ano               | Melhor ator coadjuvante                     | Osmar Prado                | Venceu    | [ 185 ] |
| 2022                            | Melhores do Ano               | Melhor ator coadjuvante                     | Silvero Pereira            | Indicado  | [ 185 ] |
| 2022                            | Prêmio Contigo! Online        | Melhor novela                               | Pantanal                   | Indicada  | [ 186 ] |
| 2022                            | Prêmio Contigo! Online        | Melhor atriz de novela                      | Alanis Guillen             | Indicada  | [ 186 ] |
| 2022                            | Prêmio Contigo! Online        | Melhor ator de novela                       | Marcos Palmeira            | Indicado  | [ 186 ] |
| 2022                            | Prêmio Contigo! Online        | Melhor atriz coadjuvante de novela ou série | Isabel Teixeira            | Indicada  | [ 186 ] |
| 2022                            | Prêmio Contigo! Online        | Melhor ator coadjuvante de novela ou série  | José Loreto                | Indicado  | [ 186 ] |
| 2022                            | Prêmio Contigo! Online        | Melhor ator coadjuvante de novela ou série  | Osmar Prado                | Venceu    | [ 186 ] |
| 2022                            | Prêmio Contigo! Online        | Revelação da TV                             | Bella Campos               | Indicada  | [ 186 ] |
| 2022                            | Prêmio Contigo! Online        | Revelação da TV                             | Gabriel Sater              | Indicado  | [ 186 ] |
| 2022                            | Prêmio Contigo! Online        | Revelação da TV                             | Guito                      | Indicado  | [ 186 ] |
| 2022                            | Prêmio Contigo! Online        | Melhor ator mirim                           | Gustavo Corasini           | Venceu    | [ 186 ] |
| 2022                            | Prêmio Contigo! Online        | Melhor ator mirim                           | Thales Miranda             | Indicado  | [ 186 ] |
| 2022                            | Venice TV Award               | Telenovela                                  | Pantanal                   | Indicada  | [ 187 ] |
| 2022                            | Melhores do Ano AnaMaria      | Melhor novela                               | Pantanal                   | Venceu    | [ 188 ] |
| 2022                            | Melhores do Ano AnaMaria      | Ator do ano                                 | Gabriel Sater              | Indicado  | [ 189 ] |
| 2022                            | Melhores do Ano AnaMaria      | Ator do ano                                 | Marcos Palmeira            | Indicado  | [ 189 ] |
| 2022                            | Melhores do Ano AnaMaria      | Ator do ano                                 | Murilo Benício             | Venceu    | [ 189 ] |
| 2022                            | Melhores do Ano AnaMaria      | Atriz do ano                                | Alanis Guillen             | Indicada  | [ 189 ] |
| 2022                            | Melhores do Ano AnaMaria      | Atriz do ano                                | Isabel Teixeira            | Venceu    | [ 189 ] |
| 2022                            | Splash Awards                 | Melhor novela                               | Pantanal                   | Venceu    | [ 190 ] |
| 2022                            | Splash Awards                 | Melhor atuação                              | Alanis Guillen             | Indicada  | [ 190 ] |
| 2022                            | Splash Awards                 | Melhor atuação                              | Isabel Teixeira            | Venceu    | [ 190 ] |
| 2022                            | Veja Rio: Cariocas do Ano     | Televisão                                   | Marcos Palmeira            | Venceu    | [ 191 ] |
| 2022                            | Prêmio Área VIP               | Melhor novela                               | Pantanal                   | Venceu    | [ 192 ] |
| 2022                            | Prêmio Área VIP               | Melhor atriz                                | Alanis Guillen             | Indicada  | [ 192 ] |
| 2022                            | Prêmio Área VIP               | Melhor atriz                                | Dira Paes                  | Indicada  | [ 192 ] |
| 2022                            | Prêmio Área VIP               | Melhor atriz                                | Isabel Teixeira            | Indicada  | [ 192 ] |
| 2022                            | Prêmio Área VIP               | Melhor ator                                 | Marcos Palmeira            | Indicado  | [ 192 ] |
| 2022                            | Prêmio Área VIP               | Melhor ator                                 | Murilo Benício             | Venceu    | [ 192 ] |
| 2022                            | Prêmio Área VIP               | Melhor ator                                 | Osmar Prado                | Indicado  | [ 192 ] |
| 2022                            | Prêmio Área VIP               | Melhor personagem                           | Bruaca (Isabel Teixeira)   | Venceu    | [ 192 ] |
| 2022                            | Prêmio Área VIP               | Melhor personagem                           | Juma (Alanis Guillen)      | Indicada  | [ 192 ] |
| 2022                            | Prêmio Área VIP               | Melhor personagem                           | Velho do Rio (Osmar Prado) | Indicado  | [ 192 ] |
| 2022                            | Prêmio Área VIP               | Melhor personagem                           | Zaquieu (Silvero Pereira)  | Indicado  | [ 192 ] |
| 2022                            | Prêmio Área VIP               | Revelação da mídia                          | Bella Campos               | Indicada  | [ 192 ] |
| 2022                            | Capricho Awards               | Artista Nacional (Audiovisual)              | Alanis Guillen             | Indicada  | [ 193 ] |
| 2022                            | Prêmio TVPédia Brasil         | Novela                                      | Pantanal                   | Venceu    | [ 194 ] |
| 2022                            | Prêmio TVPédia Brasil         | Atriz principal de novela                   | Dira Paes                  | Venceu    | [ 194 ] |
| 2022                            | Prêmio TVPédia Brasil         | Ator principal de novela                    | Marcos Palmeira            | Indicado  | [ 194 ] |
| 2022                            | Prêmio TVPédia Brasil         | Atriz coadjuvante de novela                 | Isabel Teixeira            | Venceu    | [ 194 ] |
| 2022                            | Prêmio TVPédia Brasil         | Ator coadjuvante de novela                  | Gabriel Sater              | Venceu    | [ 194 ] |
| 2022                            | Prêmio TVPédia Brasil         | Ator coadjuvante de novela                  | Irandhir Santos            | Indicado  | [ 194 ] |
| 2022                            | Istoé: Brasileiros do Ano     | Atriz de TV                                 | Isabel Teixeira            | Venceu    | [ 195 ] |
| 2022                            | Melhores e Piores de TV Press | Melhor novela                               | Pantanal                   | Venceu    | [ 196 ] |
| 2022                            | Melhores e Piores de TV Press | Melhor autor                                | Bruno Luperi               | Venceu    | [ 196 ] |
| 2022                            | Melhores e Piores de TV Press | Melhor ator                                 | Murilo Benício             | Venceu    | [ 196 ] |
| 2023                            | Troféu Internet               | Melhor novela                               | Pantanal                   | Pendente  | [ 197 ] |
| 2023                            | Troféu Internet               | Melhor ator de novela                       | Juliano Cazarré            | Pendente  | [ 197 ] |
| 2023                            | Troféu Internet               | Melhor ator de novela                       | Marcos Palmeira            | Pendente  | [ 197 ] |
| 2023                            | Troféu Internet               | Melhor ator de novela                       | Murilo Benício             | Pendente  | [ 197 ] |
| 2023                            | Troféu Internet               | Melhor ator de novela                       | Osmar Prado                | Pendente  | [ 197 ] |
| 2023                            | Troféu Internet               | Melhor atriz de novela                      | Dira Paes                  | Pendente  | [ 197 ] |
| 2023                            | Troféu Internet               | Melhor atriz de novela                      | Juliana Paes               | Pendente  | [ 197 ] |
| 2023                            | Troféu Internet               | Revelação                                   | Alanis Guillen             | Pendente  | [ 197 ] |
| 2023                            | Troféu Internet               | Revelação                                   | Bella Campos               | Pendente  | [ 197 ] |
| 2023                            | Troféu Internet               | Revelação                                   | Gabriel Sater              | Pendente  | [ 197 ] |
| 2023                            | Troféu Internet               | Revelação                                   | Isabel Teixeira            | Pendente  | [ 197 ] |
| 2023                            | Prêmio APCA de Televisão      | Melhor novela                               | Pantanal                   | Venceu    | [ 198 ] |
| 2023                            | Prêmio APCA de Televisão      | Melhor atriz                                | Dira Paes                  | Indicada  | [ 198 ] |
| 2023                            | Prêmio APCA de Televisão      | Melhor atriz                                | Isabel Teixeira            | Venceu    | [ 198 ] |
| 2023                            | Prêmio APCA de Televisão      | Melhor ator                                 | Marcos Palmeira            | Indicado  | [ 198 ] |
| 2023                            | Prêmio APCA de Televisão      | Melhor ator                                 | Murilo Benício             | Indicado  | [ 198 ] |
| 2023                            | Prêmio APCA de Televisão      | Melhor ator                                 | Osmar Prado                | Venceu    | [ 198 ] |
| 2023                            | Prêmio Faz Diferença          | TV                                          | Pantanal                   | Venceu    | [ 199 ] |
| 2023                            | Emmy Internacional            | Melhor telenovela                           | Pantanal                   | Indicada  | [ 200 ] |
| ↑1 - Venceu também por Sentença |                               |                                             |                            |           |         |